# Pleasant Hill (Iowa)
Pleasant Hill és una població dels Estats Units a l'estat d'Iowa. Segons el cens del 2000 tenia 5.070 habitants.

## Demografia
Segons el cens del 2000, Pleasant Hill tenia 5.070 habitants, 1.900 habitatges, i 1.451 famílies. La densitat de població era de 249,7 habitants/km².
Dels 1.900 habitatges en un 35,5% hi vivien nens de menys de 18 anys, en un 65,4% hi vivien parelles casades, en un 8,3% dones solteres, i en un 23,6% no eren unitats familiars. En el 18,4% dels habitatges hi vivien persones soles el 5,3% de les quals corresponia a persones de 65 anys o més que vivien soles. El nombre mitjà de persones vivint en cada habitatge era de 2,63 i el nombre mitjà de persones que vivien en cada família era de 2,99.
Per edats la població es repartia de la següent manera: un 25,9% tenia menys de 18 anys, un 7,4% entre 18 i 24, un 31,7% entre 25 i 44, un 25,5% de 45 a 60 i un 9,6% 65 anys o més.
L'edat mediana era de 36 anys. Per cada 100 dones de 18 o més anys hi havia 86,9 homes.
La renda mediana per habitatge era de 60.694 $ i la renda mediana per família de 68.889 $. Els homes tenien una renda mediana de 42.450 $ mentre que les dones 29.697 $. La renda per capita de la població era de 25.316 $. Entorn del 0,6% de les famílies i l'1,3% de la població estaven per davall del llindar de pobresa.

## Poblacions més properes
El següent diagrama mostra les poblacions més properes.